# Далай-лама X
Цултрим Гьяцо (тиб. ཚུལ་ཁྲིམས་རྒྱ་མཚོ་, Вайли tshul khrims rgya mtsho, 29 марта 1816, Чамдо — 1837) — Далай-лама X, тибетский религиозный и политический деятель. Второй из четырёх Далай-лам подряд, умерших до достижения 22-летнего возраста.

## Биография
Родился в скромной семье в Чамдо (Восточный Тибет). В 1820 году был признан реинкарнацией Лунгтог Гьяцо, 9-го Далай-ламы. В тот момент в его семье ещё не было другого наследника, чтобы унаследовать хозяйство.
После смерти Лунгтога Гьяцо до избрания нового Далай-ламы в 1815 году прошло восемь лет. В этот период политические события были столь мрачными, что в конце концов Палден Тенпай Ньима, седьмой Панчен-лама, вмешался в процесс выбора, и была использована, как один из этапов выбора нового Далай-ламы, золотая чаша (или «золотая урна»), с помощью которой в первый раз были выбраны имена кандидатов.
В 1822 году десятый Далай-лама занял «золотой трон», и вскоре после интронизации он принял обеты послушника (предварительное рукоположение) от Палден Тенпай Ньимы, который дал ему имя Цултрим Гьяцо. Он же в 1831 году руководил принятием Цултримом Гьяцо обетов гелонга. Далай-ламе Х было тогда 19 лет. В 1826 году переехал в монастырь Дрепунг, где освоил как сутры и тантры. В течение всей оставшейся жизни он широко и основательно изучал тибетские буддийские тексты.
В 1831 году Цултрим Гьяцо распорядился реставрировать дворец Потала.
Он приступил к перестройке экономической структуры Тибета, но не дожил до того времени, когда мог бы увидеть осуществление своих планов.
У Цултрима Гьяцо всегда было слабое здоровье, он умер в 1837 году.